# Nérignac
Nérignac é uma comuna francesa na região administrativa da Nova Aquitânia, no departamento de Vienne. Estende-se por uma área de 4,46 km². Em 2010 a comuna tinha 128 habitantes (densidade: 28,7 hab./km²).